# Sanchón de la Sagrada
Sanchón de la Sagrada es un municipio español de la provincia de Salamanca, en la comunidad autónoma de Castilla y León. Se integra dentro de la comarca del Campo de Salamanca (Campo Charro) y la subcomarca de La Huebra. Pertenece al partido judicial de Salamanca.
Su término municipal está formado por un solo núcleo de población, ocupa una superficie total de 15,08 km² y según los datos demográficos recogidos en el padrón municipal elaborado por el INE en el año 2017, cuenta con una población de 64 habitantes.

## Historia
Su fundación se remonta a la repoblación efectuada por los reyes de León en la Edad Media, quedando integrada la localidad en el cuarto de Corvacera de la jurisdicción de Salamanca, dentro del Reino de León, denominándose entonces Velasco Sanchón. Con la creación de las actuales provincias en 1833, Sanchón de la Sagrada quedó encuadrado en la provincia de Salamanca, dentro de la Región Leonesa.

## Demografía
Sanchón de la Sagrada cuenta con una población de 51 habitantes (INE 2024).
| Gráfica de evolución demográfica de Sanchón de la Sagrada entre 1842 y 2021                                         |
| |
| Población de derecho según los censos de población del INE Población de hecho según los censos de población del INE |

## Véase también

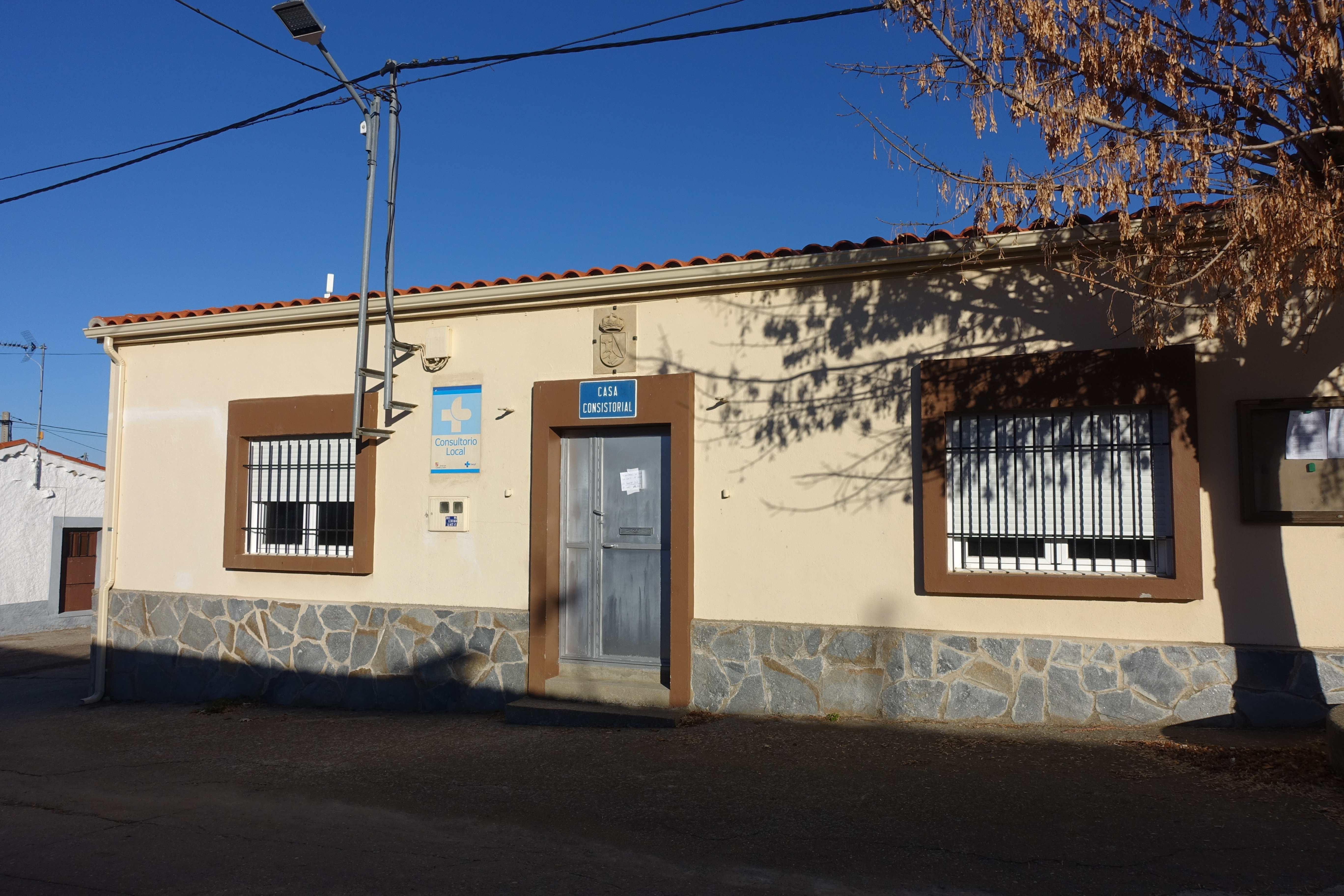
Casa consistorial.

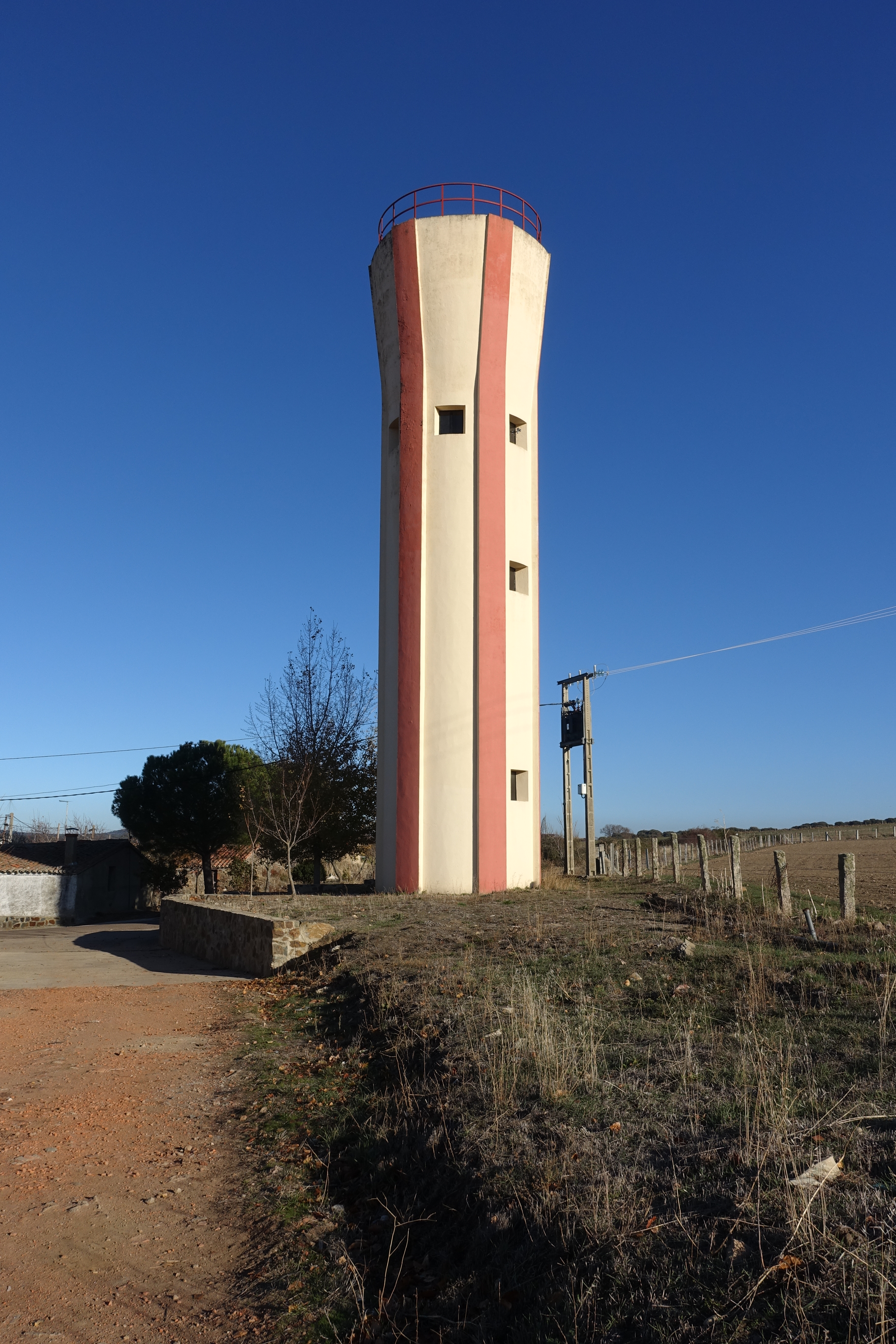
Depósito de agua.

## Administración y política
| Partido político                         | 2019  | 2019  | 2019       | 2015  | 2015  | 2015       | 2011  | 2011  | 2011       | 2007  | 2007  | 2007       | 2003  | 2003  | 2003       |
| Partido político                         | %     | Votos | Concejales | %     | Votos | Concejales | %     | Votos | Concejales | %     | Votos | Concejales | %     | Votos | Concejales |
| Partido Socialista Obrero Español (PSOE) | 67,86 | 19    | 3          | 65,63 | 21    | 3          | 64,71 | 22    | 3          | 70,45 | 32    | 1          | 76,19 | 32    | 1          |
| Partido Popular (PP)                     | 14,29 | 4     | 0          | 21,88 | 7     | 0          | 14,71 | 5     | 0          | 27,27 | 12    | 0          | 21,43 | 9     | 0          |